# Lewis (seizoen 8)
Het achtste seizoen van Lewis liep van 10 oktober 2014 tot en met 14 november 2014 en bevatte drie afleveringen. Dit seizoen bevat drie afleveringen, gesplitst in twee delen voor Verenigd Koninkrijk. In andere landen werden deze afleveringen in het geheel uitgezonden.

## Rolverdeling
- Kevin Whately - inspecteur Robert Lewis
- Laurence Fox - inspecteur James Hathaway
- Angela Griffin - rechercheur Lizzie Maddox
- Rebecca Front - chief superintendent Jean Innocent
- Clare Holman -  patholoog-anatoom Laura Hobson

## Afleveringen
| Nr. | Aflevering | Titel                           | Regisseur       | Schrijver      | Selectie gastrollen | Uitzenddatum                     |  |
| --- | ---------- | ------------------------------- | --------------- | -------------- | --- | -------------------------------- |  |
| 28 | 1          | Entry Wounds Deel 1 + 2         | Nicholas Renton | Helen Jenkins  | Francesca Zoutewelle - Jess Tallison Jonny Phillips - Alistair Stoke Kara Tointon - Erica Stoke Elizabeth Rider - Lorraine Fernsby Michael Peavoy - Chris Fernsby Anna Carteret - Gillian Fernsby Thusitha Jayasundera - Ayesha Nooran Michael Karim - Nabeel Nooran Danielle Flett - Kim | 10 oktober 2014 17 oktober 2014  |  |
| Hathaway is gepromoveerd als inspecteur, en krijgt samen met zijn nieuwe rechercheur Lizzie Maddox zijn eerste moordzaak op een neurochirurg. Terwijl zij in de wereld duiken van neurochirurgie, jachtpartijen en dierenrechtenorganisaties wordt Hathaway weer herenigd met Lewis, die nu parttime terugkeert na zijn pensioen. |            |                                 |                 |                | |                                  |  |
| 29 | 2          | The Lions of Nemea Deel 1 + 2   | Nick Laughland  | Tahsin Guner   | John Light - Felix Garwood Andrea Lowe - Philippa Garwood Sian Brooke - Jennie Brightway Kitty Rich - Tabby Brightway Clive Merrison - Simon Flaxmore Rosie Cavaliero - Karen Newman Jessica Henwick - Chloe Ilson Michael Ryan - Harrison Sax Alisha Bailey - Rose Anderson              | 24 oktober 2014 [31 oktober 2014 |  |
| Wanneer een studente vermoord wordt door messteken worden Lewis, Hathaway en Maddox op het onderzoek gezet. Het onderzoek brengt hen naar cocaïnesmokkel, astrofysica en oud drama, maar de waarheid ligt dan recht voor hun ogen: een hartbrekende tragedie die mogelijk wordt gemaakt door geheimen. |            |                                 |                 |                | |                                  |  |
| 30 | 3          | Beyond Good and Evil Deel 1 + 2 | David Drury     | Noel Farragher | Susan Wooldridge - dr. Sally Rook Priyanga Burford - Katherine Warwick Alec Newman - Graham Lawrie Richie Campbell - Douglas Wilkins Robin Weaver - Pamela Carson Tom Davey - dr. Brendan Ward Patrick Walshe McBride - Luke Burgess Joe Dixon - Tony Maddox                              | 7 november 2014 14 november 2014 |  |
| Dertien jaar geleden zorgde Lewis ervoor dat de moordenaar Graham Lawrie opgesloten werd in de gevangenis. Dankzij nieuwe bewijzen lukt het Lawrie om vrij te komen, dit tot ontsteltenis van Lewis. Lewis vreest nu het ergste, maar niets kan hem voorbereiden op de moorden die nu gepleegd worden die in connectie staan met de originele zaak van dertien jaar geleden. Hathaway moet nu, om de reputatie van Lewis te redden, een strijd met de klok aangaan om de moordenaar te pakken zien te krijgen. |            |                                 |                 |                | |                                  |  |